# Bahrains Grand Prix 2010
Bahrains Grand Prix 2010 var det första av 19 lopp ingående i formel 1-VM 2010.

## Rapport
Sebastian Vettel i Red Bull tog hand om pole position, efter att bara ha gjort ett försök i avgörande Q3, då han var 0,1 sekunder snabbare än Ferraris Felipe Massa. Fernando Alonso tappade på mittendelen av varvet, och kvalade in på tredje plats. Lewis Hamilton var fyra, medan Michael Schumacher inte kvalade bättre än sjua i sin comeback.
Det första loppet sedan Australien 1993 där ingen hade tillåtelse att tanka. Det blev en försiktig start, då ingen ville riskera att förstöra sina däck. Efter att alla gjort sitt depåstopp kom Alonso ikapp Vettel och satte viss press på honom. Vettel svarade dock och ledde fortfarande när hans avgasrör gick sönder, och både Alonso och Massa kunde passera inom ett varv. Alonso satte därefter upp högsta fart och vann med 16 sekunder före Massa på andra plats, medan Lewis Hamilton även han tog sig förbi Vettel, som dock slutade på fjärde plats. 

## Kvalet

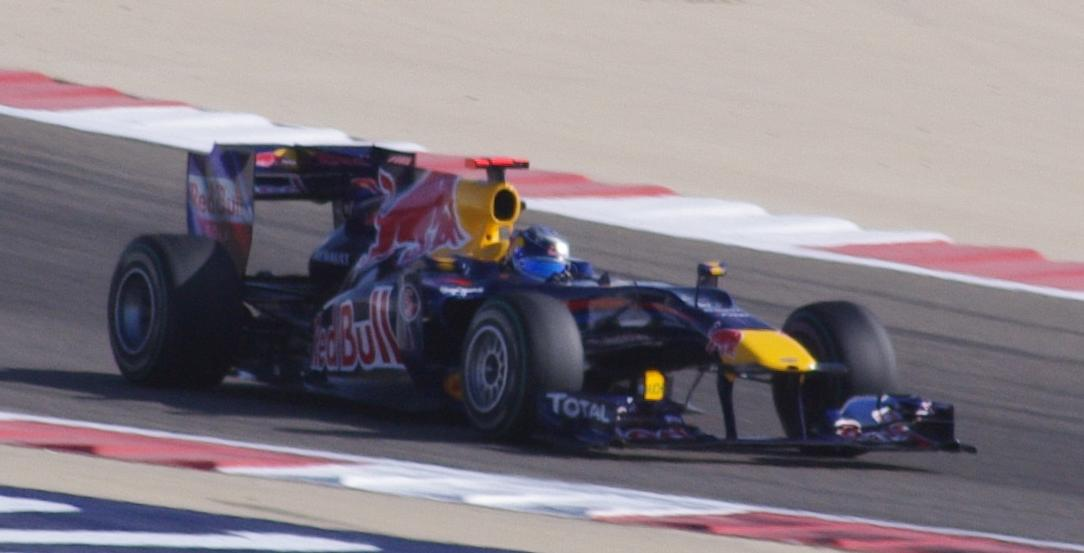
Sebastian Vettel startade säsongen med att ta pole position.

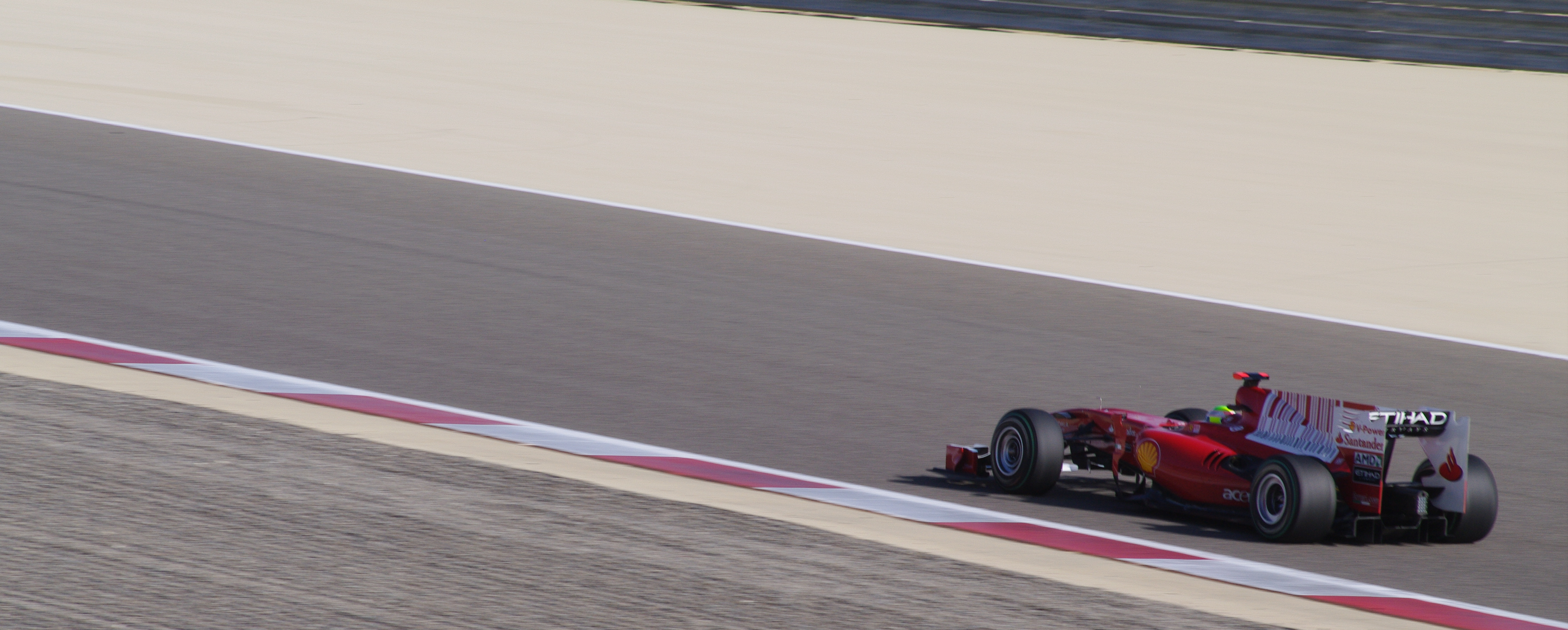
Felipe Massa kvalade in som tvåa.

| KR. | Nr | Förare             | Konstruktör          | Q1       | Q2       | Q3       | Grid |
| --- | -- | ------------------ | -------------------- | -------- | -------- | -------- | ---- |
| 1   | 5  | Sebastian Vettel   | Red Bull-Renault     | 1.55,029 | 1.53,883 | 1.54,101 | 1    |
| 2   | 7  | Felipe Massa       | Ferrari              | 1.55,313 | 1.54,331 | 1.54,242 | 2    |
| 3   | 8  | Fernando Alonso    | Ferrari              | 1.54,612 | 1.54,172 | 1.54,608 | 3    |
| 4   | 2  | Lewis Hamilton     | McLaren-Mercedes     | 1.55,341 | 1.54,707 | 1.55,217 | 4    |
| 5   | 4  | Nico Rosberg       | Mercedes             | 1.55,463 | 1.54,682 | 1.55,241 | 5    |
| 6   | 6  | Mark Webber        | Red Bull-Renault     | 1.55,298 | 1.54,318 | 1.55,284 | 6    |
| 7   | 3  | Michael Schumacher | Mercedes             | 1.55,593 | 1.55,105 | 1.55,524 | 7    |
| 8   | 1  | Jenson Button      | McLaren-Mercedes     | 1.55,715 | 1.55,168 | 1.55,672 | 8    |
| 9   | 11 | Robert Kubica      | Renault              | 1.55,511 | 1.54,963 | 1.55,885 | 9    |
| 10  | 14 | Adrian Sutil       | Force India-Mercedes | 1.55,213 | 1.54,996 | 1.56,309 | 10   |
| 11  | 9  | Rubens Barrichello | Williams-Cosworth    | 1.55,969 | 1.55,330 |          | 11   |
| 12  | 15 | Vitantonio Liuzzi  | Force India-Mercedes | 1.55,628 | 1.55,623 |          | 12   |
| 13  | 10 | Nico Hülkenberg    | Williams-Cosworth    | 1.56,375 | 1.55,857 |          | 13   |
| 14  | 22 | Pedro de la Rosa   | Sauber-Ferrari       | 1.56,428 | 1.56,237 |          | 14   |
| 15  | 16 | Sébastien Buemi    | Toro Rosso-Ferrari   | 1.56,189 | 1.56,265 |          | 15   |
| 16  | 23 | Kamui Kobayashi    | Sauber-Ferrari       | 1.56,541 | 1.56,270 |          | 16   |
| 17  | 12 | Vitalij Petrov     | Renault              | 1.56,167 | 1.56,619 |          | 17   |
| 18  | 17 | Jaime Alguersuari  | Toro Rosso-Ferrari   | 1.57,071 |          |          | 18   |
| 19  | 24 | Timo Glock         | Virgin-Cosworth      | 1.59,728 |          |          | 19   |
| 20  | 18 | Jarno Trulli       | Lotus-Cosworth       | 1.59,852 |          |          | 20   |
| 21  | 19 | Heikki Kovalainen  | Lotus-Cosworth       | 2.00,313 |          |          | 21   |
| 22  | 25 | Lucas di Grassi    | Virgin-Cosworth      | 2.00,587 |          |          | 22   |
| 23  | 21 | Bruno Senna        | HRT-Cosworth         | 2.03,204 |          |          | 23   |
| 24  | 20 | Karun Chandhok     | HRT-Cosworth         | 2.04,904 |          |          | 24   |

| Vidare från första kvalrundan ▬▬ Vidare från andra kvalrundan ▬▬ |

## Loppet

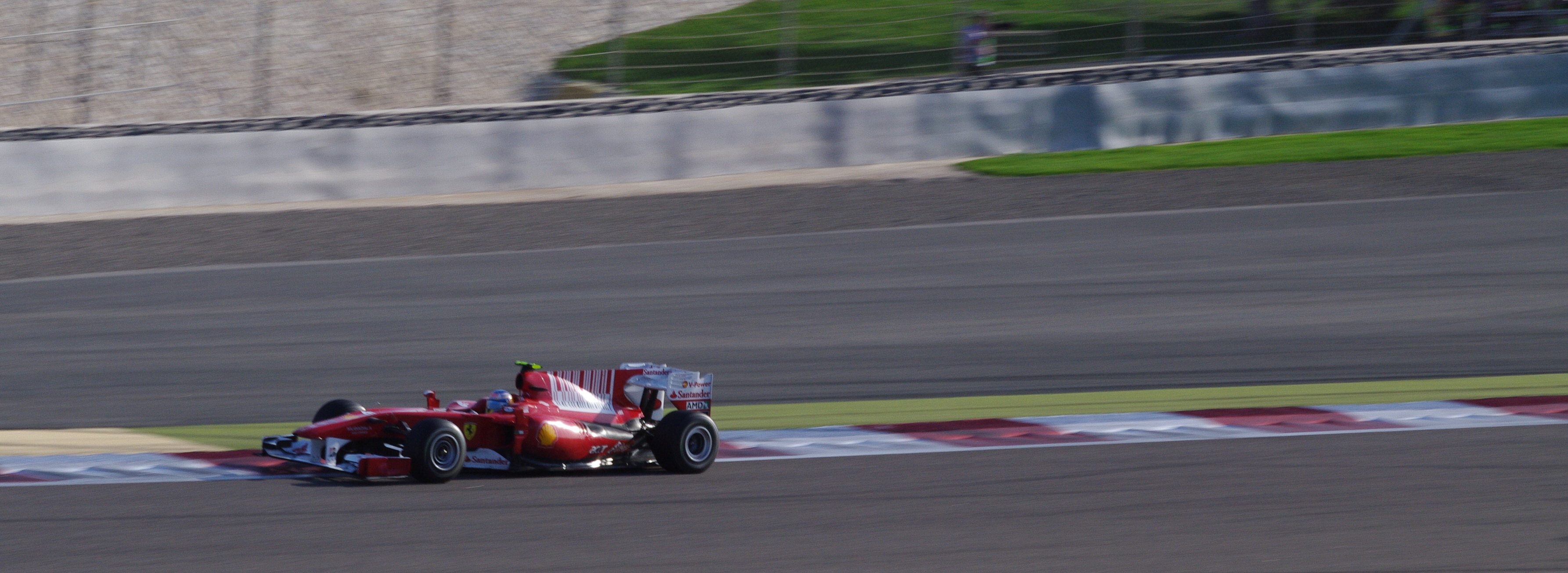
Fernando Alonso tog hand om segern.

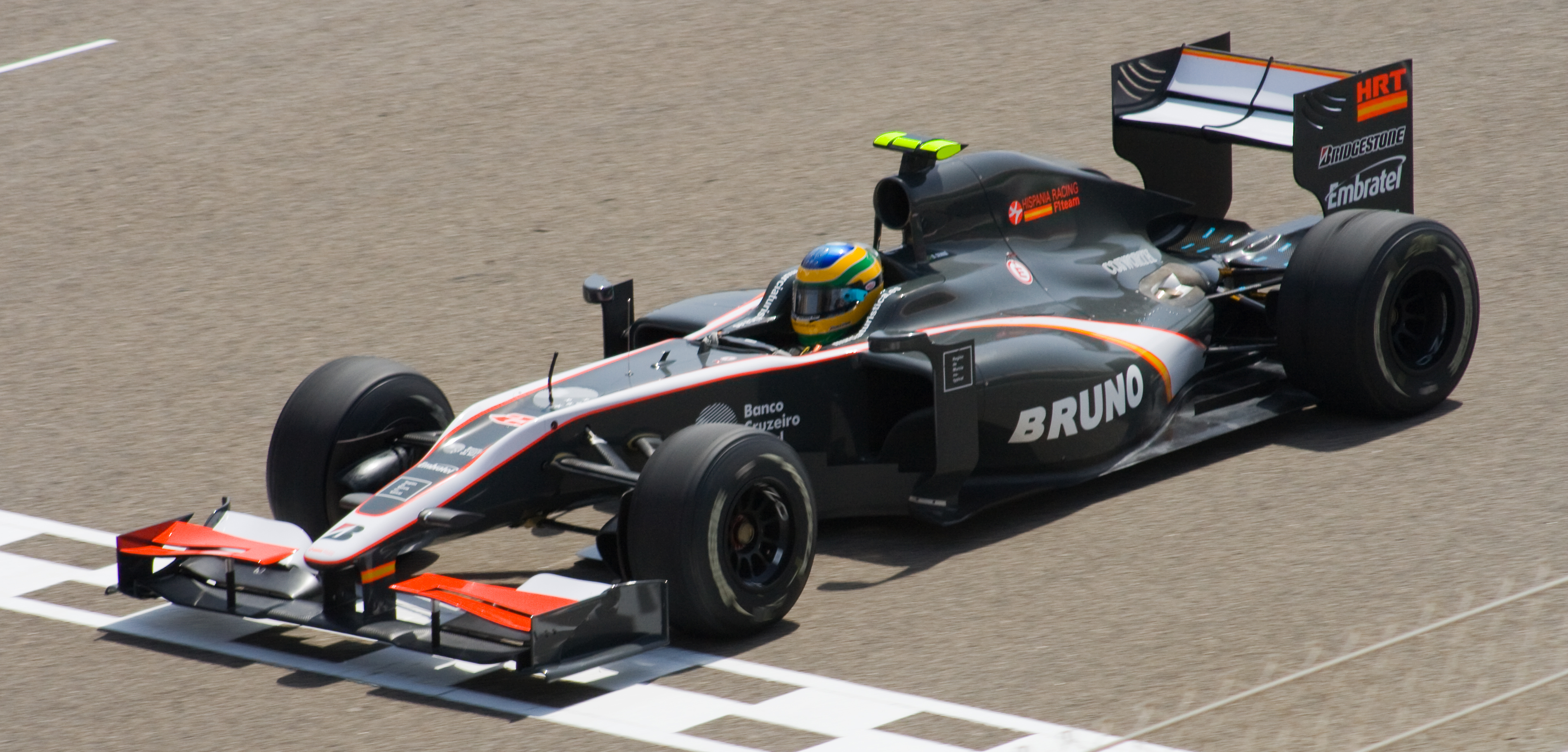
Ayrton Sennas systerson, Bruno Senna, var en av flera förare som gjorde Formel 1-debut.

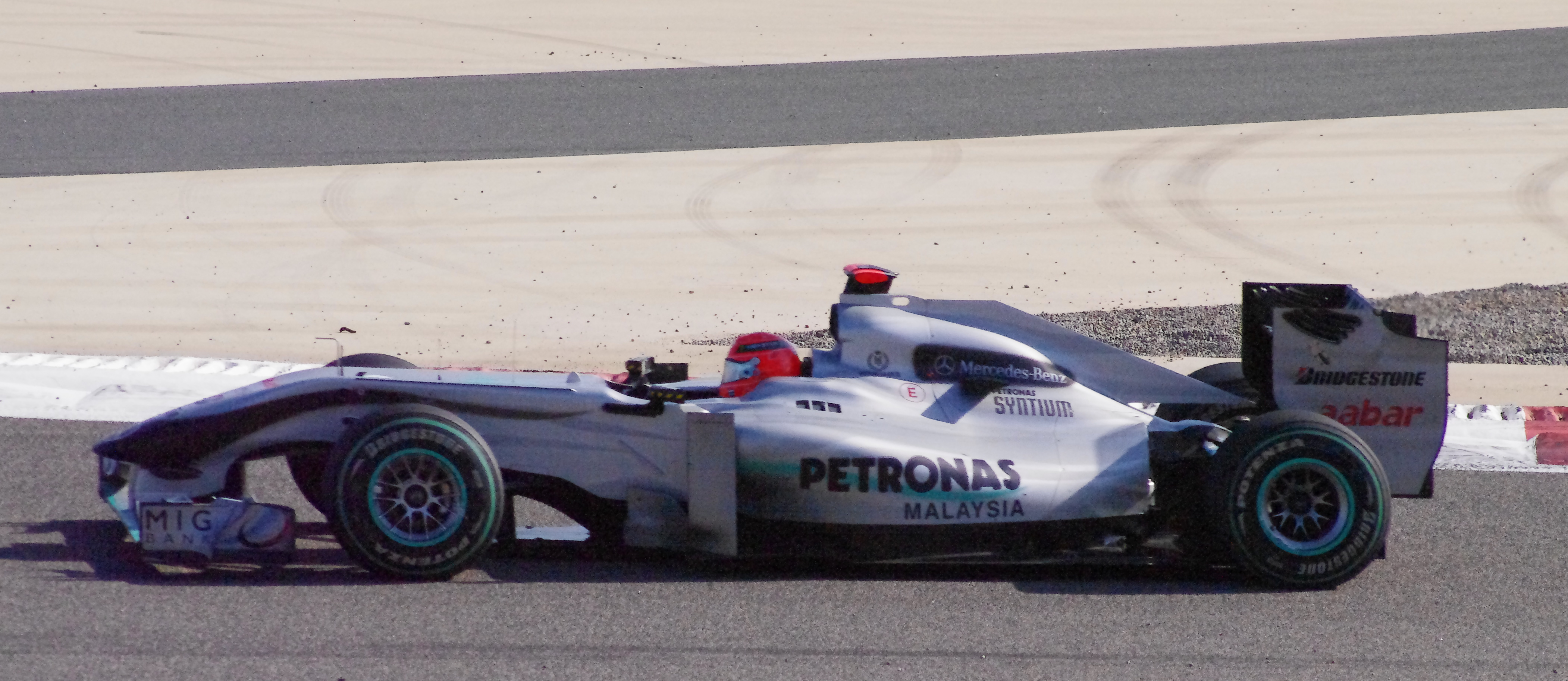
Michael Schumacher var tillbaka i Formel 1 efter tre års uppehåll från racingen.

| Pos. | Nr | Förare             | Konstruktör          | Varv | Tid          | Grid | P  |
| ---- | -- | ------------------ | -------------------- | ---- | ------------ | ---- | -- |
| 1    | 8  | Fernando Alonso    | Ferrari              | 49   | 1:39.20,396  | 3    | 25 |
| 2    | 7  | Felipe Massa       | Ferrari              | 49   | +16,099      | 2    | 18 |
| 3    | 2  | Lewis Hamilton     | McLaren-Mercedes     | 49   | +23,182      | 4    | 15 |
| 4    | 5  | Sebastian Vettel   | Red Bull-Renault     | 49   | +38,799      | 1    | 12 |
| 5    | 4  | Nico Rosberg       | Mercedes             | 49   | +40,213      | 5    | 10 |
| 6    | 3  | Michael Schumacher | Mercedes             | 49   | +44,163      | 7    | 8  |
| 7    | 1  | Jenson Button      | McLaren-Mercedes     | 49   | +45,280      | 8    | 6  |
| 8    | 6  | Mark Webber        | Red Bull-Renault     | 49   | +46,360      | 6    | 4  |
| 9    | 15 | Vitantonio Liuzzi  | Force India-Mercedes | 49   | +53,008      | 12   | 2  |
| 10   | 9  | Rubens Barrichello | Williams-Cosworth    | 49   | +1.02,489    | 11   | 1  |
| 11   | 11 | Robert Kubica      | Renault              | 49   | +1.09,093    | 9    |    |
| 12   | 14 | Adrian Sutil       | Force India-Mercedes | 49   | +1.22,958    | 10   |    |
| 13   | 17 | Jaime Alguersuari  | Toro Rosso-Ferrari   | 49   | +1.32,656    | 18   |    |
| 14   | 10 | Nico Hülkenberg    | Williams-Cosworth    | 48   | +1 varv      | 13   |    |
| 15   | 19 | Heikki Kovalainen  | Lotus-Cosworth       | 47   | +2 varv      | 21   |    |
| 16   | 16 | Sébastien Buemi    | Toro Rosso-Ferrari   | 46   | Elektronik   | 15   |    |
| 17   | 18 | Jarno Trulli       | Lotus-Cosworth       | 46   | Hydrualik    | 20   |    |
| Ret  | 22 | Pedro de la Rosa   | Sauber-Ferrari       | 28   | Hydrualik    | 14   |    |
| Ret  | 21 | Bruno Senna        | HRT-Cosworth         | 17   | Överhettning | 23   |    |
| Ret  | 24 | Timo Glock         | Virgin-Cosworth      | 16   | Växellåda    | 19   |    |
| Ret  | 12 | Vitalij Petrov     | Renault              | 13   | Fjädring     | 17   |    |
| Ret  | 23 | Kamui Kobayashi    | Sauber-Ferrari       | 11   | Hydraulik    | 16   |    |
| Ret  | 25 | Lucas di Grassi    | Virgin-Cosworth      | 2    | Hydraulik    | 22   |    |
| Ret  | 20 | Karun Chandhok     | HRT-Cosworth         | 1    | Olycka       | 24   |    |

| Förare och stall som tog poäng ▬▬ |

## Ställning efter loppet
| Pos. | Förare           | Poäng |
| ---- | ---------------- | ----- |
| 1    | Fernando Alonso  | 25    |
| 2    | Felipe Massa     | 18    |
| 3    | Lewis Hamilton   | 15    |
| 4    | Sebastian Vettel | 12    |
| 5    | Nico Rosberg     | 10    |

| Pos. | Konstruktör          | Poäng |
| ---- | -------------------- | ----- |
| 1    | Ferrari              | 43    |
| 2    | McLaren-Mercedes     | 21    |
| 3    | Mercedes             | 18    |
| 4    | Red Bull-Renault     | 16    |
| 5    | Force India-Mercedes | 2     |

- Notering: Endast de fem bästa placeringarna i vardera mästerskap finns med på listorna.